# Südliche Collinsmoräne
Südliche Collinsmoräne är en kulle i Antarktis. Den ligger i Sydshetlandsöarna. Argentina, Chile och Storbritannien gör anspråk på området. Toppen på Südliche Collinsmoräne är 7 meter över havet. Südliche Collinsmoräne ligger vid sjöarna  Profound Lake Tiane Hu och Uruguay.
Terrängen runt Südliche Collinsmoräne är platt åt sydväst, men åt nordost är den kuperad. Havet är nära Südliche Collinsmoräne söderut. Trakten är glest befolkad. Närmaste befolkade plats är Escudero Station, 3,1 kilometer sydväst om Südliche Collinsmoräne. 